# Cediopsylla inaequalis
Cediopsylla inaequalis är en loppart som först beskrevs av Baker 1895.  Cediopsylla inaequalis ingår i släktet Cediopsylla och familjen husloppor.

## Underarter
Arten delas in i följande underarter:
- C. i. inaequalis
- C. i. interrupta